# Juan de los Ríos
Juan de los Ríos y Berriz Castañeda de Santa Cruz OP (c. 1612, Lima - † 1692, Santa Cruz de la Sierra) fou un frare dominic que ocupà alts càrrecs eclesiàstics i acadèmics al Virregnat del Perú. Fou rector de la Universitat de San Marcos, provincial dels dominics i bisbe de Santa Cruz de la Sierra.

## Biografia
Els seus pares foren el capità Juan de los Ríos Berriz, alcalde ordinari de Lima i fill del secretari Álvaro Ruiz de Navamuel, i Floriana Castañeda de San Cruz y Padilla, tots dos de Lima. Amb tretze anys va entrar a l'Orde de Predicadors. Estudià humanitats i teologia al convent del Rosari de LIma, on es graduà de presentat el 1644 i després fou mestre i regent d'estudis.
Assumí la càtedra de Prima en teologia moral, que el seu oncle Feliciano de Vega y Padilla havia fundat a la Universitat de San Marcos, per tal d'instruir els clergues en les obligacions del seu ministeri. Fins i tot, per elecció del claustre, exercí el rectorat el 1647. Durant aquesta època publicà Acción de gracias, prevención de penitencias y enmienda de culpas. Fiestas que celebró esta Ciudad de los Reyes... por haberla librado misericordiosamente Dios de tres repetidos temblores el 1648. Doctorat en teologia el 1650, preferí renunciar a la seva càtedra per retirar-se a la recol·lecció que el seu orde tenia a Magdalena, el 1652.
Nomenat provincial durant la seva gestió del 1677 al 1682 es preocupà per la total refacció del temple de Sant Domènec, a la construcció d'una nova biblioteca al convent del Rosari, a la restauració del col·legi que adoptà el nom de San Juan, i àdhuc estimulà l'elaboració de l'obra de Juan Meléndez sobre la crònica de la província de San Juan Bautista. Assumí el govern episcopal de Santa Cruz de la Sierra i morí en aquesta ciutat.